# Миланович, Николас
Николас Милованович (англ. Nicolas Milanovic; род. 14 ноября 2001, Австралия) — австралийский футболист, полузащитник клуба «Уэстерн Сидней Уондерерс».

## Клубная карьера
Милованович — воспитанник клубов «Сидней Юнайтед 58» и «Уэстерн Сидней Уондерерс». В 2020 году игрок подписал контракт с «Уэстерн Юнайтед». 28 декабря в матче против «Аделаида Юнайтед» он дебютировал в A-Лиге. 1 февраля 2022 года в поединке против «Макартура» Николас забил свой первый гол за «Уэстерн Юнайтед». В начале 2023 года Милованович вернулся в «Уэстерн Сидней Уондерерс». 11 февраля в матче против «Сиднея» он дебютировал за новый клуб. 28 апреля в поединке против «Мельбурн Сити» Николас забил свой первый гол за «Уэстерн Сидней Уондерерс».

## Международная карьера
В 2024 году в составе олимпийской сборной Австралии Милованович принял участие в молодёжном чемпионате Азии в Катаре. На турнире он сыграл в матче против команды Иордана, Индонезии и Катара.